# Prix Summa
Le Prix Summa est un prix québécois remis annuellement par la Faculté des sciences et de génie de l'Université Laval pour souligner le travail exceptionnel de l'un de ses professeurs.

## Lauréats
- 2024
  - Pierre Audet - Chimie (Summa Communauté facultaire)
  - Daniel Côté - Physique, génie physique et optique (Summa Enseignement)
  - Simon Thibault - Physique, génie physique et optique (Summa Recherche)
  - Marjolaine Castonguay - Biologie (Summa Carrière)
- 2023
  - Kathy Champagne - Génie civil et génie des eaux (Summa Communauté facultaire)
  - Frédéric-Georges Fontaine - Chimie (Summa Enseignement)
  - Normand Voyer - Chimie (Summa Recherche)
  - Marc Soucy - Génie électrique (Summa Carrière)

- 2022
  - Mélanie Tremblay - Chimie (Summa Communauté facultaire)
  - Nadia Aubin-Horth - Biologie (Summa Enseignement)
  - Philippe Archambault- Biologie (Summa Recherche)
  - Pierre Gabriel Côté - Génie mécanique (Summa Carrière)

- 2021
  - Marc D'Auteuil - Centre d'optique, photonique et laser (Summa Communauté facultaire)
  - Maria Cornelia Iliuta - Génie chimique (Summa Enseignement)
  - Diego Mantovani - Génie des mines, de la métallurgie et des matériaux (Summa Recherche)
  - Andrée-Lise Méthot - Génie géologique (Summa Carrière)

- 2019
  - Alain Adnot - Génie chimique (Summa Communauté facultaire)
  - Jean Lemay - Génie mécanique (Summa Enseignement)
  - Caroline Duchaine - Biochimie, microbiologie et bio-informatique (Summa Recherche)
  - Éric Martel - Génie électrique (Summa Carrière)

- 2018
  - Luc Beaulieu - physique, génie physique et optique (Summa Recherche)
  - Michel Frenette - Biochimie, microbiologie et bio-informatique (Summa Enseignement)
  - Diane Déziel - Centre d'optique, photonique et laser (Summa Communauté facultaire)
  - Martine Péloquin - génie chimique (Summa Carrière)

- 2017
  - Leslie Rusch - génie électrique et génie informatique (Summa Recherche)
  - Simon Rainville - physique, génie physique et optique (Summa Enseignement)
  - Ann Bourassa - génie chimique (Summa Communauté facultaire)
  - Pierre Chastenay - astrophysique (Summa Carrière)

- 2016
  - Christian Landry - biologie (Summa Recherche)
  - Bernard R. Hodgson - mathématiques et statistique (Summa Enseignement)
  - Hélène Servais - Faculté des sciences et de génie (Summa Communauté facultaire)
  - Louis Roy - génie informatique et génie logiciel et physique, génie physique et optique (Summa Carrière)

- 2015
  - Peter Vanrolleghem - génie civil et génie des eaux (Summa Recherche)
  - Steve Charette - biochimie, microbiologie et bio-informatique (Summa Enseignement)
  - Rodica Neagu Plesu - chimie (Summa Communauté facultaire)
  - Marc Boutet - informatique et génie logiciel (Summa Carrière)

- 2014
  - Sylvain Moineau - biochimie, microbiologie et bio-informatique (Summa Recherche)
  - Daoud Aït-Kadi - génie mécanique (Summa Enseignement)
  - Pierre Therrien - géologie et génie géologique (Summa Communauté facultaire)
  - Yvon Charest - actuariat (Summa Carrière)

- 2013
  - Réal Vallée - Physique, génie physique et d'optique (Summa Recherche)
  - Frédéric Gourdeau - Mathématique et statistiques (Summa Enseignement)
  - Isabelle Lynch - Faculté des sciences et de génie (Summa Communauté facultaire)
  - Pierre Choquette - Génie chimique (Summa Carrière)

- 2012
  - Louis Têtu - Génie mécanique (Summa Carrière)
  - Faïçal Larachi - Chimie (Summa Recherche)
  - Daniel Dupuis - Génie mécanique (Summa Enseignement)
  - Marie Tremblay - Chimie - (Summa Communauté facultaire)

- 2011
  - Jacynthe Côté - Chimie (Summa Carrière)
  - Louis Bernatchez - Biologie (Summa Recherche)
  - Marc Jolin - Génie civil et des eaux (Summa Enseignement)
  - Denis Lessard - Génie électrique et génie informatique (Summa Service à la communauté facultaire)

- 2010
  - Marie-Claude Houle - Génie Civil (Summa Carrière)
  - Sophie LaRochelle - Génie électrique et Génie informatique (Summa Recherche)
  - Dominic Grenier - Génie électrique et Génie informatique (Summa Enseignement)
  - André Lévesque - Géologie et Génie géologique (Summa Service à la collectivité)

- 2009
  - André Gaumond – Génie géologique (Summa-Carrière)
  - Claude Marcoux – Informatique (Summa-Carrière)
  - Mario Leclerc –  Chimie (Summa-Recherche)
  - Carl Duchesne – Génie chimique (Summa-Enseignement)
  - Luc Trudel – Microbiologie (Summa-Service à la communauté facultaire)

- 2008
  - Denis Faubert – Physique (Summa-Carrière)
  - Claude Dussault – Actuariat (Summa-Carrière)
  - Warwick Vincent – Biologie (Summa- Recherche)
  - François Anctil – Génie civil (Summa- Enseignement)
  - Rachel Asselin – Actuariat (Summa- Service à la communauté facultaire)
  - Yves Jean – Génie mécanique (Summa- Service à la communauté facultaire)

- 2007
  - Germain Lamonde - Physique (Summa-Carrière)
  - Roger Picard - Génie civil (Summa-Carrière)

- 1999
  - Guy Gendron - Génie civil (Summa-Enseignement)
  - Christian Genest - Mathématiques et statistique (Summa-Recherche)

- 1998
  - Louis-P. Gignac - Mines et métallurgie (Summa-Carrière)
  - Pierre Béland - Biologie (Summa-Carrière)
  - Nathalie McCarthy - Physique (Summa-Enseignement)
  - Michel Têtu - Génie électrique et génie informatique (Summa-Recherche)

- 1997
  - Aristide Bouchard - Chimie (Summa-Carrière)
  - Guy Goupil - Génie électrique (Summa-Carrière)
  - Michel Jacques - Actuariat (Summa-Enseignement)
  - Clément Gosselin - Génie mécanique (Summa-Recherche)

- 1996
  - Jean-Yves Leblanc - Génie mécanique (Summa-Carrière)
  - Pierre Reid - Mathématiques et statistique (Summa-Carrière)
  - Jules Thibault - Génie chimique (Summa-Enseignement)
  - Denis Poussart - Génie électrique et génie informatique (Summa-Recherche)

- 1995
  - Émile Langlois - Génie civil (Summa-Carrière)
  - Jean-Claude Therriault - Biologie (Summa-Carrière)
  - René Lacroix - Génie chimique (Summa-Enseignement)
  - Robert E. Prud'homme - Chimie (Summa-Recherche)

- 1994
  - Claude Chamberland - Mines et métallurgie (Summa-Carrière)
  - Martin Godbout - Biochimie (Summa-Carrière)
  - Jean-Charles Gille - Génie électrique et génie informatique (Summa-Enseignement)
  - Serge Kaliaguine - Génie chimique (Summa-Recherche)

- 1993
  - Martin Fournier - Génie électrique (Summa-Carrière)
  - Jean-Yves Savoie - Chimie (Summa-Carrière)
  - André Picard - Génie civil (Summa-Enseignement)
  - Serge Leroueil - Génie civil (Summa-Recherche)

- 1992
  - Mireille Lesage-Brochu - Chimie (Summa-Carrière)
  - Jacques R. Parent - Génie chimique (Summa-Carrière)
  - Jacques Larochelle - Biologie (Summa-Enseignement)
  - Roch Angers - Mines et métallurgie (Summa-Recherche)

- 1991
  - Claude Castonguay - Actuariat (Summa-Carrière)
  - Pierre O. Perron - Mines et métallurgie (Summa-Carrière)
  - Denis Beaulieu - Génie civil (Summa-Enseignement)
  - François Dufresne - Actuariat (Summa-Enseignement)
  - Émile J. Knystautas - Physique (Summa-Enseignement)
  - Jacques Larochelle - Biologie (Summa-Enseignement)
  - Robert Ledoux - Géologie et génie géologique (Summa-Enseignement)
  - Pierre Moreau - Biochimie (Summa-Enseignement)
  - Patrice Tailleur - Biochimie (Summa-Enseignement)
  - Réal Tremblay - Mines et métallurgie (Summa-Enseignement)
  - Philippe Viarouge - Génie électrique (Summa-Enseignement)
  - Marc-André Bérubé - Géologie (Summa-Recherche)
  - Ermanno F. Borra - Physique (Summa-Recherche)
  - Daniel Hodouin - Mines et métallurgie (Summa-Recherche)
  - Michel Lecours - Génie électrique (Summa-Recherche)
  - Gérald Lemieux - Biochimie (Summa-Recherche)
  - Dominick Pallotta - Biologie (Summa-Recherche)
  - Michel Pigeon - Génie civil (Summa-Recherche)

- 1990
  - Paul-Émile Auger - Géologie (Summa-Carrière)
  - Jocelyn Tremblay - Chimie (Summa-Carrière)

- 1989
  - Louis-Philippe Bonneau - Génie civil (Summa-Carrière)
  - Joseph Risi - Chimie et géologie (Summa-Carrière)
  - Pierre Amiot - Physique (Summa-Enseignement)
  - Cyrille Barrette - Biologie (Summa-Enseignement)
  - André G. Côté - Génie civil (Summa-Enseignement)
  - Michel Guillot - Génie mécanique (Summa-Enseignement)
  - Daniel Hodouin - Mines et métallurgie (Summa-Enseignement)
  - Denis Laurendeau - Génie électrique (Summa-Enseignement)
  - Ghislain Léveillé - Actuariat (Summa-Enseignement)
  - Pierre Moreau - Biochimie (Summa-Enseignement)
  - Gilles Barbery - Mines et métallurgie (Summa-Recherche)
  - Guy Bellemare - Biochimie (Summa-Recherche)
  - See Leang Chin - Physique (Summa-Recherche)
  - Gilles Y. Delisle - Génie électrique (Summa-Recherche)
  - François Dufresne - Actuariat (Summa-Recherche)
  - Jeremy McNeil - Biologie (Summa-Recherche)
  - Michel Pigeon - Génie civil (Summa recherche)
  - Denis Poussart - Génie électrique (Summa-Recherche)
  - Robert E. Prud'homme - Chimie (Summa-Recherche)
  - Stanislaw Tarasiewicz - Génie mécanique (Summa-Recherche)

- 1988
  - Lionel Boulet - Génie électrique (Summa-Carrière)
  - Arthur Labrie - Chimie (Summa-Carrière)

- 1987
  - Roger Gaudry - Chimie (Summa-Carrière)
  - Robert Després - Sciences de l'administration (Summa-Carrière)
  - Larkin Kerwin - Physique (Summa-Carrière)
  - Jean-Guy Paquet - Génie électrique (Summa-Carrière)
  - MIchel Fiset - Mines et métallurgie (Summa-Enseignement)
  - Michel Fortin - Mathématiques et statistique (Summa-Recherche)